# Къмпинг
Къмпинг или къмпингуване (на английски: camping) е форма на туризъм, при която се нощува сред природата, в палатки или каравани. Примитивните къмпинги може да не предлагат никакви удобства, а само място за палатка. В добре оборудваните къмпинги има душове, прекарано електричество, паркинг, тоалетни и други. Някои от тях позволяват лагерни огньове, други – не.
На английски език думата camping е всъщност отглаголно съществително, докато за мястото се използват други думи: campsite или campground. От друга страна, латинската дума campus означава поле. Къмпингите са популярни лятно време около морето, в планината, около езера и реки или при фестивали на открито. Те са подходящо място при лов, риболов или просто разходка сред природата.
В България някои от къмпингите по морето предлагат и дървени бараки за пренощуване и по-дълго ползване.